# Starfield (gruppo musicale)
Gli Starfield sono un gruppo musicale canadese, formatosi nel 2000 a Winnipeg. Sono un gruppo di musica cristiana contemporanea. Attualmente gli Starfield contano due membri: i fratelli Tim e Jon Neufeld, fondatori della band.

## Formazione

### Formazione attuale
- Tim Neufeld - voce, chitarra ritmica (2000 - presente)
- Jon Neufeld - chitarra solista, voce secondaria (2000 - presente)

### Ex componenti
- Shaun Huberts - basso (2000 - 2006)
- Gordie Cochran - batteria (2000 - 2007)
- Dave Crisp - basso (2006)
- Dave Lalonde - batteria (2008 - 2011)
- James Johnston - basso (2008 - 2011)

## Discografia

### Album in studio
- 2004 - Starfield
- 2006 - Beauty in the Broken
- 2008 - I Will Go
- 2010 - The Saving One
- 2012 - The Kingdom
- 2012 - Starfield Songs For Christmas Vol.1

### Raccolte
- 2007 - Double Take: Stafield
- 2011 - Back 2 Back Hits (album split con Robbie Seay Band)
- 2014 - 20th Century Masters The Millennium Collection
- 2023 - Essential Collection

### Demo
- 2001 - Starfield
- 2003 - Tumbling After

### EP
- 2006 -Top 5: Hits

### Singoli
- 2004 - Filled With Your Glory
- 2004 - Son of God
- 2004 - The Hand That Holds the World
- 2004 - Glorious One
- 2004 - Captivate
- 2006 - My Generation
- 2007 - Holiday Trio
- 2008 - Hosanna
- 2010 - Rediscover You
- 2010 - Premiere Performance Plus: The Saving One